# Relations entre l'Albanie et la France
Les relations entre l'Albanie et la France désignent les relations diplomatiques bilatérales s'exerçant entre deux pays européens, la république d'Albanie et la République française. Ces relations sont décrites comme excellentes

## Période contemporaine

### Échanges culturels
L'Albanie et la France sont membres de plein droit de l'Organisation internationale de la francophonie.
Les élites albanaises sont souvent francophones.
Le français est la deuxième langue étrangère enseignée dans le système scolaire albanais et l'Albanie accueille cinq Alliances françaises.

### Immigration albanaise en France
Plus de 8 000 citoyens albanais ont demandé l'asile en France en 2018, en deuxième position derrière les Afghans. L'Albanie étant classée comme « sûr » par l’État français, l'immense majorité des demandeurs d'asile sont déboutés et les opérations de rapatriement forcé se multiplient.